# Margarita Popova
Margarita Stefanova Popova (en búlgaro: Маргарита Стефанова Попова; Velingrad, 15 de mayo de 1957) es una jurista y política búlgara, que se desempeñó como Vicepresidenta de Bulgaria, entre 2012 y 2017, y como Ministra de Justicia de Bulgaria, entre 2009 y 2011.

## Biografía
Nacida en Velingrad en mayo de 1957, se graduó de Filología Búlgara de la Universidad de Sofía en 1980 y de Derecho de la misma universidad en 1989. Fue nombrada Fiscal de Pirdop en 1990, pasando a ser en 1991 fiscal regional en Ruse hasta 1996, cuando pasó a ser Jefa Administrativa y Fiscal Regional del Distrito de Sofía, posición que desempeñó hasta 2006.
Fue profesora de la Academia Nacional de Policía (2001-2004) y del Instituto Nacional de Justicia (2005-2009).
Afiliada al partido Ciudadanos por el Desarrollo Europeo de Bulgaria, se desempeñó como Ministra de Justicia del 27 de julio de 2009 al 4 de septiembre de 2011 en el gabinete de Boiko Borísov.  Como compañera de fórmula del candidato presidencial Rosen Plevneliev en las elecciones presidenciales de octubre de 2011, fue elegida vicepresidenta y asumió el cargo en enero de 2012.